# Hatten (Alemanha)
Hatten é um município da Alemanha localizado no distrito de Oldenburg, estado de Baixa Saxônia.